# Präsidentschaftswahl in Nigeria 2015
Die Präsidentschaftswahl in Nigeria 2015 fand am 28. und 29. März statt. Die Wahl war zunächst für den 14. Februar 2015 vorgesehen gewesen, wurde aber aufgrund der Sicherheitslage und der Bedrohung durch Boko Haram um sechs Wochen verschoben. Die Wahl wurde durch den Kandidaten der Opposition, Muhammadu Buhari gewonnen.

## Wahlmodus
Präsidentschaftswahlen finden in Nigeria im vierjährigen Turnus statt. Die jetzige Wahl war die 5. Präsidentschaftswahl seit dem Ende der Militärregierung im Jahr 1999. Nach der Wahl 2011 wurde das Wählerverzeichnis erneut überarbeitet, um die Grundlage für freiere, faire und glaubwürdige Wahlen im Jahr 2015 sicherzustellen. Die Wahlkommission (Independent National Electoral Commission) stellte auf Basis der insgesamt 73,5 Millionen Registrierten bundesweit insgesamt 68.833.476 wahlberechtigte Personen fest. Mehrfach-Registrierungen wurden eliminiert. Das Wählerverzeichnis wurde auf Basis biometrischer Daten erstellt. Zum ersten Mal kamen mobile Wählerkartenlesegeräte zum Einsatz.
§ 134 (2) der nigerianischen Verfassung sieht vor, dass ein Präsidentschaftskandidat nach Erreichen der Mehrheit der abgegebenen Stimmen gewählt ist, wenn er auch mindestens ein Viertel der Stimmen in mindestens zwei Drittel aller Bundesstaaten Nigerias und dem Federal Capital Territory um die Hauptstadt Abuja erhalten hat. Wenn keiner der Kandidaten diese Anforderungen erfüllt, wird ein zweiter Wahlgang zwischen den beiden führenden Kandidaten innerhalb von sieben Tagen ab der Verkündung des Ergebnisses notwendig.

## Ablauf der Wahl
Die Wahl wurde überschattet von Terroranschlägen durch die islamistische terroristische Gruppierung Boko Haram im Norden Nigerias. Die Verschiebung der Wahlen löste Proteste bei der Opposition aus, die Präsident Goodluck Jonathan, der aus dem christlich geprägten Nigerdelta stammt und Christ ist, unterstellte, damit seine Wahlchancen verbessern zu wollen. Auch aus dem Ausland wie den Vereinigten Staaten gab es Kritik. Der Nigeria-Experte Heinrich Bergstresser äußerte in einem Interview mit Martin Zagatta vom Deutschlandfunk, dass es ein politisch-kultureller Fortschritt in Nigeria wäre, wenn es gelänge, einen Amtsinhaber in demokratischer Weise aus dem Amt zu wählen.

## Kandidaten

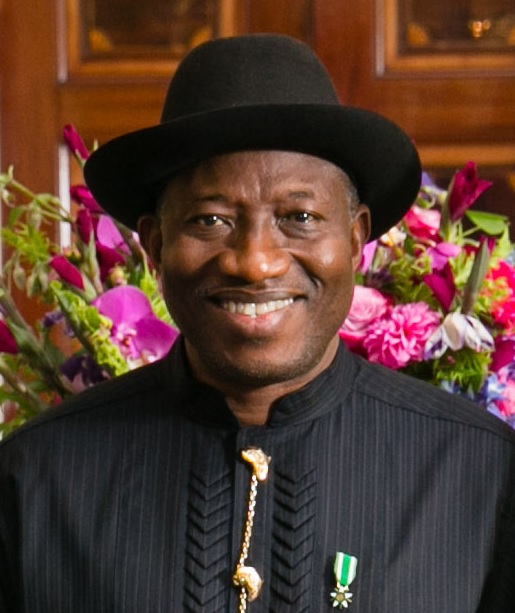
Amtsinhaber Goodluck Jonathan (2014)

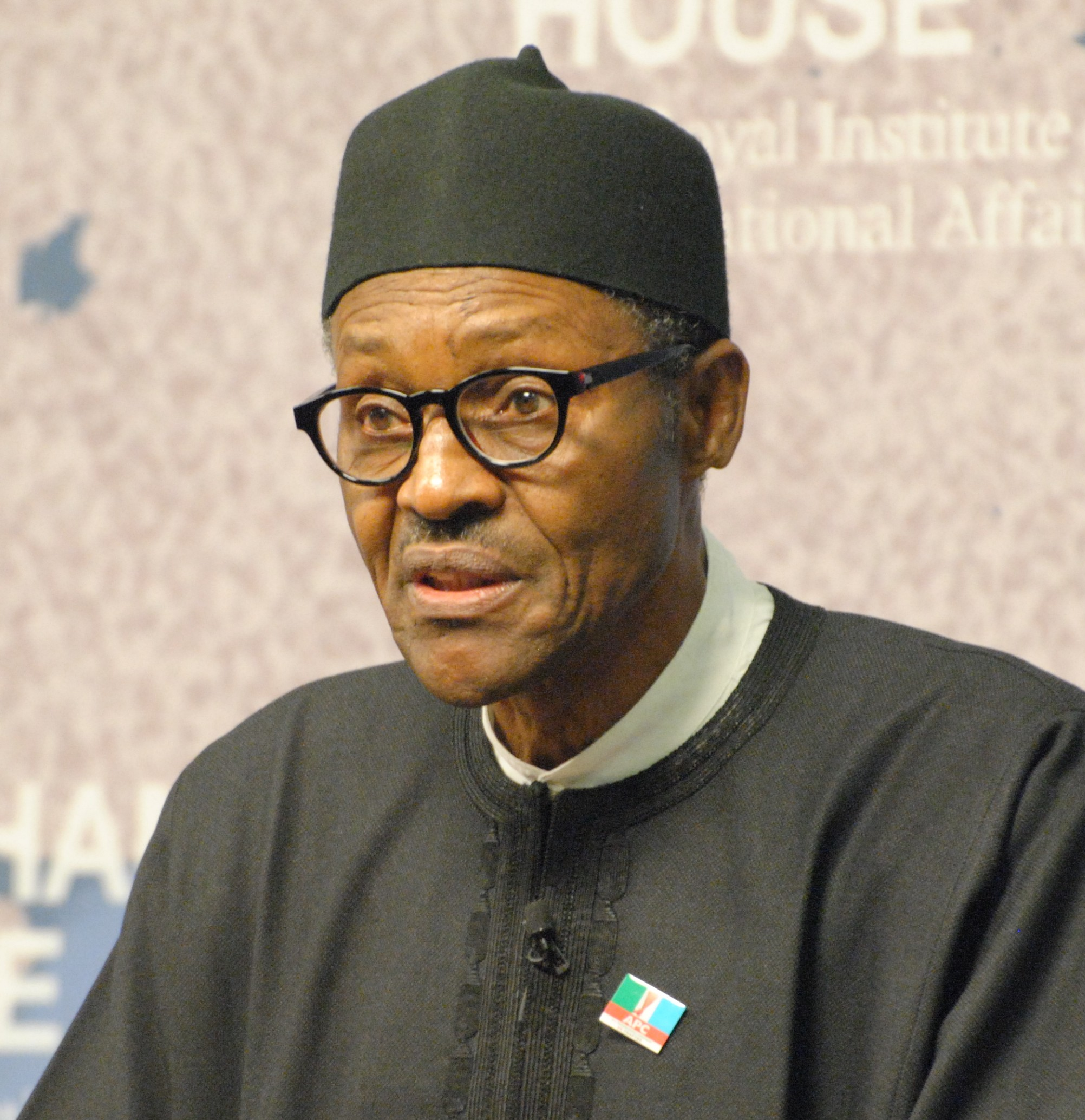
Muhammadu Buhari (2015), der Kandidat der Opposition

Der amtierende Präsident Goodluck Jonathan von der People’s Democratic Party (PDP) versuchte, eine zweite und letzte Amtszeit zu erlangen. Sein stärkster Herausforderer war der muslimische Kandidat des All Progressives Congress (ACP), Muhammadu Buhari, der bereits von 1983 bis 1985 Staatspräsident Nigerias war.
| Präsidentschaftskandidat | Kandidat für das Vizepräsidentenamt | Partei                           | Akronym |
| ------------------------ | ----------------------------------- | -------------------------------- | ------- |
| Allagoa Chinedu          | Arabamhen Mary                      | Peoples Party of Nigeria         | PPN     |
| Ambrose Albert Owuru     | Haruna Shaba                        | Hope Party                       | HOPE    |
| Adebayo Musa Ayeni       | Anthony Ologbosere                  | African Peoples Alliance         | APA     |
| Chekwas Okorie           | Bello Umar                          | United Progressive Party         | UPP     |
| Comfort Oluremi Sonaiya  | Seidu Bobboi                        | KOWA Party                       | KOWA    |
| Ganiyu Galadima          | Ojengbede Farida                    | Allied Congress Party of Nigeria | ACPN    |
| Godson Okoye             | Haruna Adamu                        | United Democratic Party          | UDP     |
| Goodluck Jonathan        | Namadi Sambo                        | People’s Democratic Party        | PDP     |
| Mani Ahmad               | Obianuju Murphy-Uzohue              | African Democratic Congress      | ADC     |
| Martin Onovo             | Ibrahim Mohammed                    | National Conscience Party        | NCP     |
| Muhammadu Buhari         | Yemi Osinbajo                       | All Progressives Congress        | APC     |
| Rufus Salawu             | Akuchie Cliff                       | Alliance for Democracy           | AD      |
| Sam Eke                  | Hassana Hassan                      | Citizens Popular Party           | CPP     |
| Tunde Anifowose-Kelani   | Ishaka Ofemile                      | Accord Alliance                  | AA      |

## Ergebnisse

Mehrheiten nach Bundesstaaten:

| Kandidat                            | Kandidat                            | Partei                              | Stimmen         | %     |
| ----------------------------------- | ----------------------------------- | ----------------------------------- | --------------- | ----- |
|                                     | Muhammadu Buhari                    | All Progressives Congress           | 14.951.368      | 53,96 |
|                                     | Goodluck Jonathan                   | People’s Democratic Party           | 12.827.423      | 44,96 |
|                                     | Adebayo Ayeni                       | African Peoples Alliance            | 53.537          | 0,19  |
|                                     | Ganiyu Galadima                     | Allied Congress Party of Nigeria    | 40.311          | 0,14  |
|                                     | Sam Eke                             | Citizens Popular Party              | 36.300          | 0,13  |
|                                     | Rufus Salau                         | Alliance for Democracy              | 30.673          | 0,11  |
|                                     | Mani Ahmad                          | African Democratic Congress         | 29.666          | 0,10  |
|                                     | Allagoa Chinedu                     | Peoples Party of Nigeria            | 24.475          | 0,09  |
|                                     | Martin Onovo                        | National Conscience Party           | 24.455          | 0,09  |
|                                     | Tunde Anifowose-Kelani              | Accord Alliance                     | 22.125          | 0,08  |
|                                     | Chekwas Okorie                      | United Progressive Party            | 18.220          | 0,06  |
|                                     | Comfort Sonaiya                     | KOWA Party                          | 13.076          | 0,05  |
|                                     | Godson Okoye                        | United Democratic Party             | 9.208           | 0,03  |
|                                     | Ambrose Albert Owuru                | Hope Party                          | 7.435           | 0,03  |
| Ungültige Stimmen/leere Stimmzettel | Ungültige Stimmen/leere Stimmzettel | Ungültige Stimmen/leere Stimmzettel | 844.519         | –     |
| Gesamt                              | Gesamt                              | Gesamt                              | 29.432.083      | 100,0 |
| Wahlbeteiligung                     | Wahlbeteiligung                     | Wahlbeteiligung                     | Wahlbeteiligung | 42,76 |
| Registrierte Wähler                 | Registrierte Wähler                 | Registrierte Wähler                 | 68.833.476      | 100,0 |
| Quelle: INEC                        |                                     |                                     |                 |       |